# Risoul
Risoul è un comune francese di 677 abitanti situato nel dipartimento delle Alte Alpi della regione della Provenza-Alpi-Costa Azzurra.

## Società

### Evoluzione demografica
Abitanti censiti

## Sport
Risoul è nota come rinomata località sciistica. Negli ultimi anni il suo nome è stato spesso associato al ciclismo: il primo arrivo di una tappa in questo luogo è datato 10 giugno 2010, durante il Critérium du Dauphiné con la vittoria di Nicolas Vogondy. La cittadina è stata teatro dell'arrivo di una tappa della competizione a tappe francese anche nel 2013, con la vittoria di Alessandro De Marchi, mentre ha ospitato finali di tappa nel Tour de France 2014 (vittoria di Rafał Majka) e nel Giro d'Italia 2016 (vittoria di Vincenzo Nibali).